# Beresan (Stadt)
Beresan (ukrainisch und russisch Березань) ist eine Stadt im Osten der ukrainischen Oblast Kiew mit etwa 16.500 Einwohnern (2018).

## Geschichte

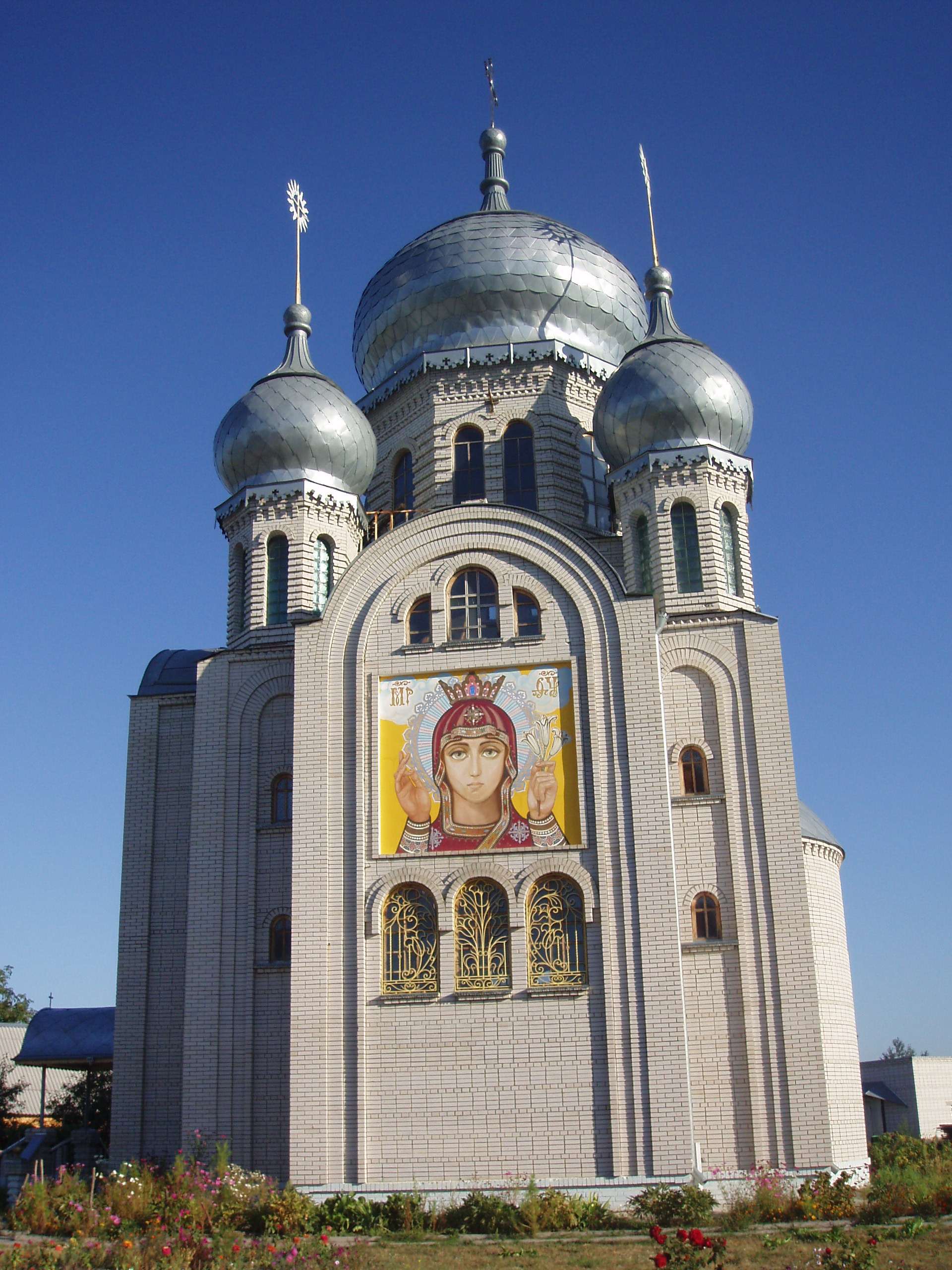
Verkündigungskirche in Beresan

Die erstmals 1616 erwähnte Ortschaft erhielt 1965 den Status einer Siedlung städtischen Typs und 1981 den Status einer Stadt. Seit 1993 ist sie direkt der Oblast unterstellt. 
Die Ortschaft wurde im Oktober 1843 von Taras Schewtschenko besucht, der hier bei dem Ethnographen und Folkloristen Platon Lukaschewytsch (Платон Якимович Лукашевич; 1809–1887) zu Gast war. Beresan war zwischen dem 16. September 1941 und dem 21. September 1943 von Truppen der Wehrmacht besetzt.

## Geographische Lage
Beresan liegt inmitten des ehemaligen Rajon Baryschiwka auf einer Höhe von 105 m am Ufer der Nedra (Недра), einem 61 km langen, linken Nebenfluss des Trubisch, etwa 70 km östlich von Kiew. Durch die Stadt verläuft die Fernstraße M 03/E 40 zwischen Kiew und Charkiw. Nördlich der Innenstadt hat Beresan seit 1901 einen Bahnhof an der Bahnstrecke Kiew–Poltawa.

## Verwaltungsgliederung
Am 12. Juni 2020 wurde die Stadt zum Zentrum der neugegründeten Stadtgemeinde Beresan (Березанська міська громада/Beresanska miska hromada). Zu dieser zählen auch die 9 in der untenstehenden Tabelle aufgelisteten Dörfer, bis dahin bildete sie die gleichnamige Stadtratsgemeinde Beresan (Березанська міська рада/Beresanska miska rada) unter Oblastverwaltung stehend im Zentrum des ihn umgebenden Rajons Baryschiwka.
Am 17. Juli 2020 kam es im Zuge einer großen Rajonsreform zum Anschluss des Rajonsgebietes an den Rajon Browary.
Folgende Orte sind neben dem Hauptort Beresan Teil der Gemeinde:
| Name                     | Name       | Name                    |
| ukrainisch transkribiert | ukrainisch | russisch                |
| ------------------------ | ---------- | ----------------------- |
| Chmeljowyk               | Хмельовик  | Хмелевик (Chmelewik)    |
| Dubowe                   | Дубове     | Дубовое (Dubowoje)      |
| Hryhoriwka               | Григорівка | Григоровка (Grigorowka) |
| Jablunewe                | Яблуневе   | Яблоневое (Jablonewoje) |
| Jareschky                | Ярешки     | Ярешки (Jareschki)      |
| Lechniwka                | Лехнівка   | Лехновка (Lechnowka)    |
| Nedra                    | Недра      | Недра                   |
| Pylyptsche               | Пилипче    | Пилипче (Piliptsche)    |
| Sadowe                   | Садове     | Садовое (Sadowoje)      |

## Partnerschaften
Zusammen mit dem Rajon Baryschiwka ist Beresan seit 1990 Partnerstadt von Pullach im Isartal (Deutschland).